# ISAO (ギタリスト)
ISAO（イサオ、本名：藤田 勲（ふじた いさお）旧姓：高橋（たかはし）、1977年12月29日 - ）は、日本の7弦・8弦ギタリスト、作曲家。大阪府茨木市出身。血液型O型。

## 略歴

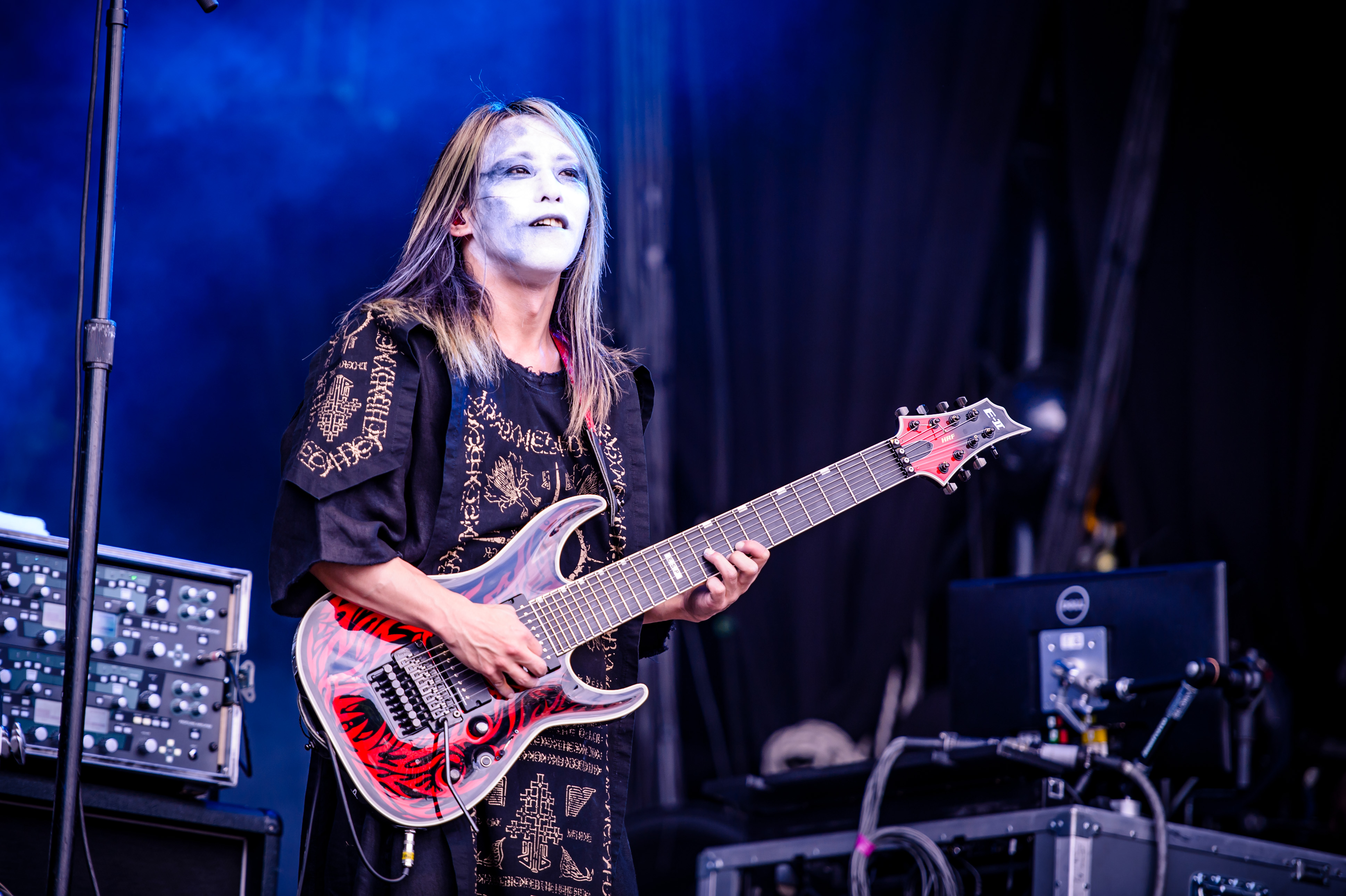
BABYMETALのツアーで演奏するISAO（2018年）

16歳の頃、友人の影響でギターを始める。高校卒業と同時に上京。
2000年、インストゥルメンタルバンド 「bright-NOA」でBMGファンハウスよりメジャー・デビュー。バンド解散後、ソロギタリストとして活動を開始。音楽専門学校のギター講師を5年間に渡り勤める。
2005年、六本木ピットインを拠点に沢山のミュージシャンとセッションを行い、その中で出会ったIKUO（Ba）、長谷川浩二（Dr）とともにバンド「Cube-ray」を結成。その後渡米してロサンゼルスに4年間在住し『The Faded』のギタリストとしてハリウッドを中心に活動する傍ら、映画のサウンドトラックの制作や、Line 6のエンドーサーとしてスティーヴ・スティーヴンス、 ガンズ・アンド・ローゼズ のリチャード・フォータスとデモンストレーションに出演する。
帰国後、ソロプロジェクト「Spark7（スパークセブン）」やセッションライブを中心に活動。
2014年、永井敏己（Ba）、菅沼孝三（Dr）とのロックトリオ「Trimurti（トリムルティ）」を結成。この頃よりESPとエンドースメント契約を交わし、同社の8弦ギターをメインに使用し始める。2015年、音楽、プロレス、演劇から構成される複合エンタテインメント「魔界少女拳」、BABYMETALの神バンドにそれぞれギタリストとして参加。

## 音楽性
- 「魔界」をコンセプトに、7弦ギター、8弦ギターを用いた音域広いテクニカルなプレイが特徴。
  - 低音弦を活用したヘヴィリフ、ボスハンドタッピング、速弾き、スラップに加えて、ムササビ奏法（本人命名）、擬似ワーミーなどの特殊奏法も使う[4]。多弦ギターについてはとても強いこだわりがあり、「ただヘヴィなリフを弾くだけのものではなく、様々な音楽性に対応できる可能性のある楽器」と捉え[5][6]、どんなセッション、プロジェクト、サポートワークでも7弦ギター（2014年以降は8弦ギター）のみで弾ききる。

- オリジナル楽曲は、主に1980年代から90年代のハードロックを感じさせる。変拍子、キメやユニゾンフレーズが多用されていて、非常に複雑且つ演奏難易度の高いものが多く、同時にメロディアスでもある。

## 作品

### ISAO名義
- 『A STRIDE』
- 『Gravity Core』

### Spark7
- 『Spark7』

### Cube-ray
- 『Cube-Ray』
- 『The Shadow of Eruption』

### Trimurti
- 『Trimurti』
- 『Trimurti Second』

### レコーディング参加
- 矢吹卓「Waves」/『Modern World Symphony』
- IKUO「RED ZONE」/『RED ZONE』
- 瀧田イサム「SPIRAL GALAXY」/『Rising Moon』

## 使用ギター・機材
- ESP SNAPPER-8 ISAO Custom "RAIDEN-8"
- ESP SNAPPER-7 ISAO Custom "RAIDEN-7"
- ESP E-II HRF NT-8B
- ESP E-II HORIZON FR-7
- Line 6 Helix Floor
- HUGHES&KETTNER
- Nil Guitars“Red Comet”
- LINE6 Spider Valve
- MORLEY Bad Horsie Wah

## 共演者
セッションライブや、アルバムレコーディングでの代表的な共演者。
- マイク・マンジーニ（ドリーム・シアター,エクストリーム）
- Philip Bynoe（スティーヴ・ヴァイ）
- Shane Gibson
- Thomas Lang
- トニー・マカパイン
- Gianluca Ferro[7]
- IKUO
- 長谷川浩二
- 永井敏己
- 菅沼孝三
- 瀧田イサム
- 村井研次郎
- BOH
- e-ZUKA
- 柴崎浩
- 國田大輔
- 大髙清美
- 矢吹卓
- Zonk-monk
- 松田樹利亜
- 川口千里
- 浜田麻里